# Het regent in de straten
Het regent in de straten is een Vlaams liedje van Will Ferdy uit 1954 en was de B-kant van de single Istanbul.
De artiest had in 1951 een grote hit met Ziede gij me gere, doch sprak het amusementslied de jonge Will Ferdy niet echt aan. Met Het Regent in de Straten deed de artiest een eerste poging om in de voetsporen van zijn toenmalige idool Charles Trenet te treden. Hoewel het nummer werd opgemerkt, werd het geen commercieel succes. Meer zelfs, de platenfirma's sloten hun deuren voor de eigenzinnige - naar meerwaarde op zoek zijnde - liedjesmaker..